# Гулиев, Фаиг Магбет оглы
Фаиг Магбет оглы Гулиев (азерб. Faiq Maqbet oğlu Quliyev; род. 7 января 1977, Баку) — азербайджанский дипломат. Посол Азербайджана в Грузии.

## Биография
Родился 7 января 1977 года в Баку. В 1997 году окончил факультет международного права и международных отношений Бакинского государственного университета. В 2001 году получил степень магистра того же факультета.
С 2001 по 2006 год являлся юристом ООО «Фарид» (Баку).
С 2007 по 2012 год являлся главой департамента маркетинга и международных отношений «SOCAR Energy Georgia» (Тбилиси).
С 2012 по 2017 год — менеджер по социальным вопросам представительства SOCAR в Грузии.
С 2018 по 2020 год являлся заместителем председателя Государственного комитета по работе с диаспорой Азербайджана.
17 августа 2020 года присвоен ранг чрезвычайного и полномочного посланника второй степени.
Посол Азербайджана в Грузии (с 17 августа 2020). 
Владеет английским, русским языками.